# Praia do Bilene
Praia do Bilene és un municipi de Moçambic, situat a la província de Gaza. En 2007 comptava amb una població de 7.951 habitants. Es troba a 140 kilòmetres de Maputo i compta amb l'aeroport de Bilene, actualment en desús. És conegut com a destí turístic, al costat del Canal de Moçambic. Hi ha la llacuna d'Uembje, separada de l'oceà Índic per una franja de dunes. Des de maig de 2013 també és municipi. A les eleccions locals de 2013 fou elegit president del consell municipal Mufundisse Chilende (Frelimo) amb el 91,74 % dels vots.